# Antidesign
Antidesign is een designstroming en -stijl uit de jaren 1966-1980. De stroming ontstond in Italië en was een reactie op het destijds gangbare  Modernisme. Waar het modernisme vorm en functie voorop stelde en zich ontdeed van afleidende kleuren en ornamenten, introduceerde Antidesign opvallend kleurgebuik, vervormingen en versieringen. Objecten moesten opvallen vanwege hun bijzondere uiterlijk en kleuren, en de kijker mocht van het object genieten. Het object was functioneel, hoefde niet mooi te zijn, maar had wel een uniek karakter.
De stroming begon in de jaren 60 en kreeg vanaf 1966 een officiëler karakter. In de architectuur werd de stroming ook wel Radical Design genoemd.

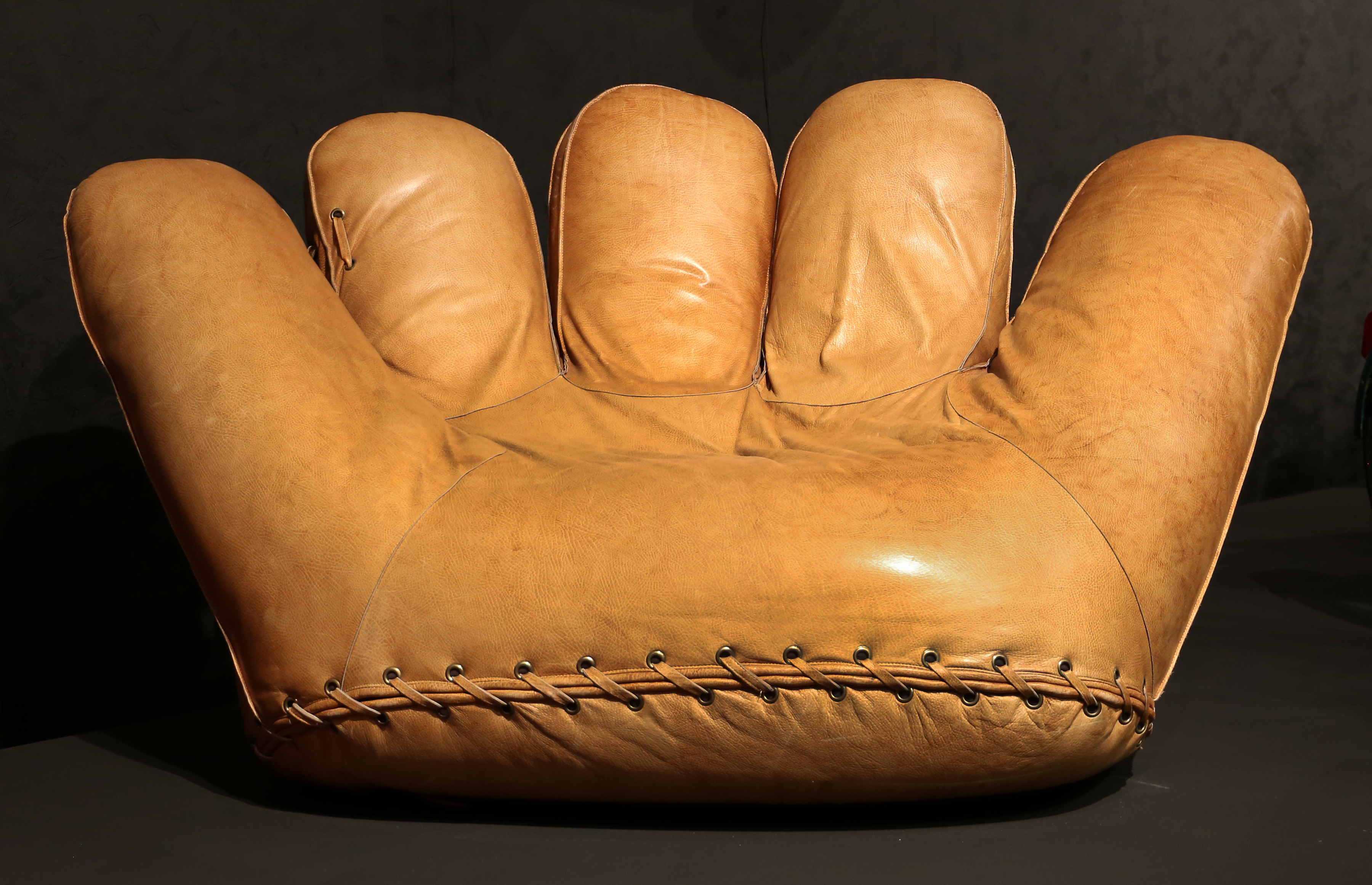
Joe Sofa van Paolo Lomazzi (1970)

De beweging was kritisch op het doorgeschoten consumentengedrag, de doorlopende drang om vernieuwing en de gevolgen van kapitalistisch denken op de sociale relevantie van ontwerpen. Ook stelden ze de positie van het befaamde Italiaanse design als 'bewijs van goede smaak' aan de kaak.
Er was ook een tegenstijdigheid in de stroming. Het Modernisme beschouwde het ontwerp als een permanent product dat de tand des tijds zou doorstaan. Om hier tegenwicht aan te bieden wilde het Antidesign juist de nadruk leggen op het tijdelijke karakter: een object dat zijn tijd heeft gehad omdat er iets beters langskomt, moet gewoon worden weggegooid. Dit strookte echter niet met de kritiek op het consumentengedrag: het zou immers leiden tot meer consumeren. Volgens de stroming moest de consument echter beter nadenken voordat hij iets aanschaft en dus een bewustere keuze maken.
Bekende ontwerpers waren onder andere Vico Magistretti, Ettore Sottsass, Piero Gilardi en Alessandro Mendini.

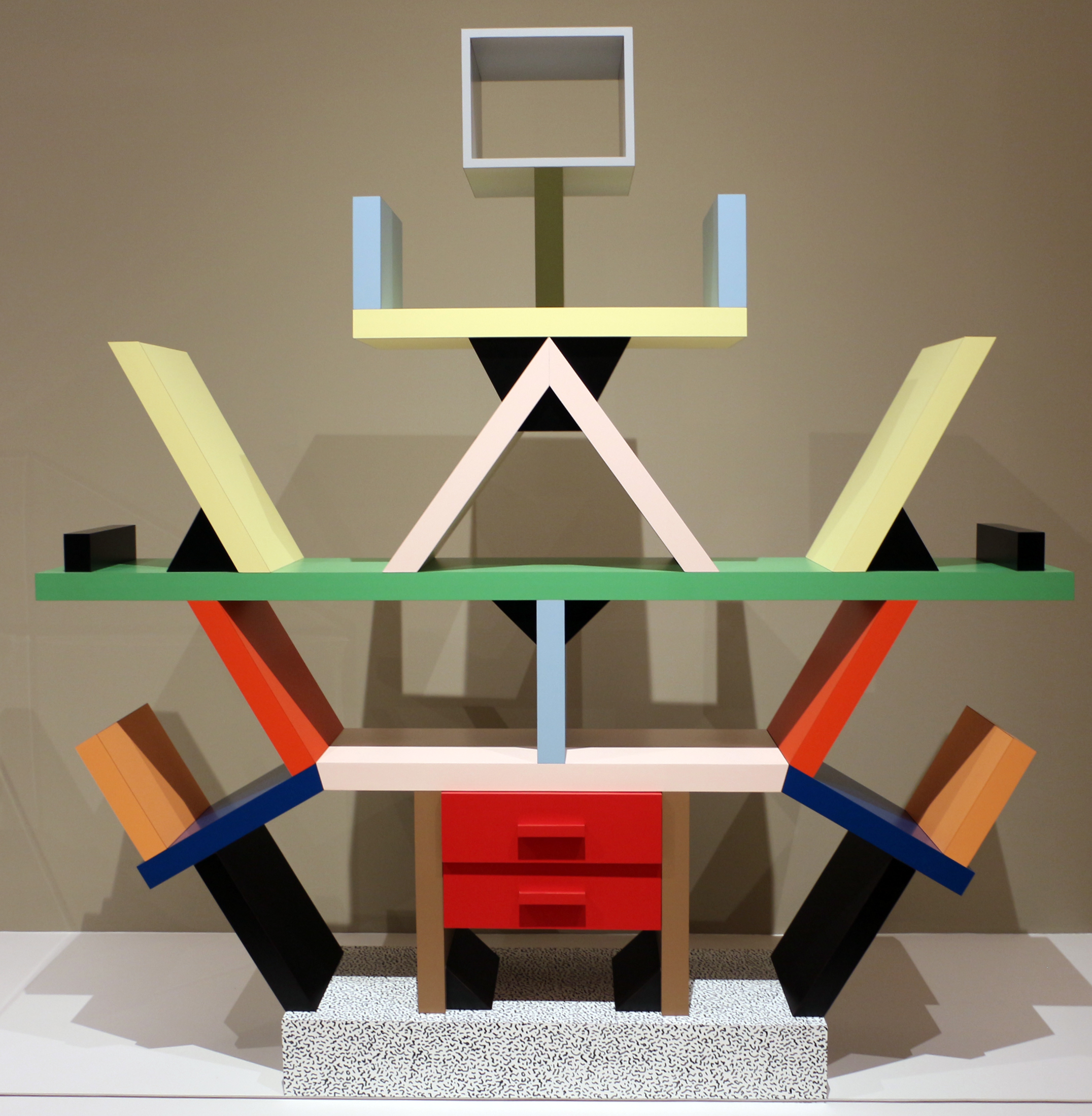
Kast van Ettore Sottsass (1981)

Eind jaren 70 was de stroming stilgevallen. Met het oprichten van de ontwerpgroep Memphis begin jaren 80 zette Ettore Sottsass de idealen van het Antidesign voort. De groep bestond uit jonge ontwerpers uit Milaan. De ontwerpen waren geïnspireerd door Pop Art, Art Deco en kitsch. Vorm stond voorop, functie was ondergeschikt.
De stroming raakte uit de gratie, maar kreeg begin 21e eeuw weer navolging.